# Дюрен (район)
Дю́рен (нім. Kreis Düren) — район в Німеччині, в складі округу Кельн землі Північний Рейн-Вестфалія. Адміністративний центр — місто Дюрен.

## Населення
Населення району становить 267107 особи (2011).

## Адміністративний поділ
Район поділяється на 10 комун (нім. Gemeinden) та 5 міст (нім. Städte):
| №  | Комуна/ місто | Площа, км² | Населення, осіб (2011) | Центр       |
| -- | ------------- | ---------- | ---------------------- | ----------- |
| 1  | Альденгофен   | 44,1       | 13914                  | Альденгофен |
| 2  | Гюртгенвальд  | 48,7       | 11705                  | Гюртген     |
| 3  | Інден         | 35,9       | 6845                   | Інден       |
| 4  | Кройцау       | 41,7       | 17731                  | Кройцау     |
| 5  | Лангервеге    | 41,5       | 14077                  | Лангервеге  |
| 6  | Мерценіх      | 37,9       | 9743                   | Мерценіх    |
| 7  | Нервеніх      | 66,2       | 10948                  | Нервеніх    |
| 8  | Нідерцір      | 63,4       | 13910                  | Нідерцір    |
| 9  | Тіц           | 68,5       | 8195                   | Тіц         |
| 10 | Феттвайс      | 83,2       | 8948                   | Феттвайс    |
| 1  | Гаймбах       | 65,0       | 4428                   | Гаймбах     |
| 2  | Дюрен         | 85,0       | 92486                  | Дюрен       |
| 3  | Лінніх        | 65,5       | 13559                  | Лінніх      |
| 4  | Нідегген      | 65,1       | 10621                  | Нідегген    |
| 5  | Юліх          | 90,4       | 33059                  | Юліх        |

| Німеччина | Це незавершена стаття з географії Німеччини. Ви можете допомогти проєкту, виправивши або дописавши її. |

1. ↑  https://www.landesdatenbank.nrw.de/ldbnrw/online/data?operation=abruftabelleBearbeiten&levelindex=1&levelid=1602102966342